# 트랜디
트랜디는 백상엔터테인먼트 소속의 대한민국 5인조 여성 음악 그룹이다.
2013년 10월 2일 첫 번째 싱글 앨범 Candy Boy를 발매해 10월 12일 MBC 쇼! 음악중심에서 타이틀 곡 〈Candy Boy〉로 데뷔 무대를 가졌다.
2014년 4월 9일에 메인보컬인 멤버 엘리가 탈퇴하여 4인조로 앨범 설레임을 발매하였고, 2014년 4월 21일에 멤버 보나를 영입하여 앨범 정을 발매하였다. 그리고 2015년 8월 3일 멤버 나율이 탈퇴.멤버 은별을 영입하였다.이후 2015년 9월 30일 멤버 타미와 단비가 계약만료로  탈퇴하였다. 그리고 멤버 하영과 류지를 영입하였다.2016년 1월 1일 소문없이 해체하였다.

## 이전 구성원
| 이름 | 소개 |
| ---- | --- |
| 보나 | - 본명 : 김은비 - 생년월일 : 1992년 5월 17일(33세) - 출생지 : 대한민국 대구광역시 - 활동기간 : 2014년~2016년     |
| 은별 | - 본명 : 박은별 - 생년월일 : 1995년 8월 31일(29세) - 출생지 : 대한민국 강원도 강릉시 - 활동기간 : 2015년~2016년  |
| 하영 | - 본명 : 안하영 - 생년월일 : 1992년 7월 15일 - 출생지 : 대한민국 - 활동기간 : 2015년~2016년                      |
| 류지 | - 본명 : 유지영 - 생년월일 : 1991년 7월 19일(33세) - 출생지 : 대한민국 - 활동기간 : 2015년~2016년                |
| 엘리 | - 본명 : 김서경 - 생년월일 : 1989년 11월 2일(35세) - 출생지 : 대한민국 서울특별시 - 활동기간 : 2013년~2014년     |
| 나율 | - 본명 : 김리라 - 생년월일 : 1991년 1월 7일(34세) - 출생지 : 대한민국 서울특별시 - 활동기간 : 2013년~2015년      |
| 타미 | - 본명 : 이영주 - 생년월일 : 1991년 3월 2일(34세) - 출생지 : 대한민국 경기도 안양시 - 활동기간 : 2013년~2015년   |
| 단비 | - 본명 : 오시영 - 생년월일 : 1991년 8월 7일(33세) - 출생지 : 대한민국 대전광역시 - 활동기간 : 2013년~2015년      |
| 루루 | - 본명 : 강윤경 - 생년월일 : 1991년 7월 8일(34세) - 출생지 : 대한민국 광주광역시 서구 - 활동기간 : 2013년~2016년 |

## 트랜디
트랜디는 2013년 10월 2일에 캔디보이로 데뷔하였다. 그리고 두 번째 앨범인 설레임이라는 앨범으로 컴백하였고 타이틀곡은 두근두근이다. 그리고 영턱스클럽의 정을 리메이크하여 컴백 하였다.

## 음반 목록

### 디지털 싱글
| 앨범 번호 | 앨범 정보                            | 트랙 리스트                                                                                   |
| --------- | ------------------------------------ | --------------------------------------------------------------------------------------------- |
| 1         | Candy Boy - 발매일 : 2013년 10월 2일 | 1. Candy Boy 2. Candy Boy (Inst.)                                                             |
| 2         | 설레임 - 발매일 : 2014년 3월 21일    | 1. 두근두근 2. 두근두근 (Inst.)                                                               |
| 3         | 정 - 발매일 : 2015년 4월 21일        | 1. 정 (情) 2. 정 (情) (Inst.)                                                                 |
| 4         | 정 - 발매일 : 2015년 6월 29일        | 1. 정 (情) 2. 정 (情) (Inst.) 3. 캔디보이 4. 캔디보이 (Inst.) 5. 두근두근 6. 두근두근 (Inst.) |

## 출연 작품

### 뮤직비디오
- 트랜디 - 《Candy Boy》 - Candy Boy
- 트랜디 - 《두근두근》 - 설레임
- 트랜디 - 《정 (情)》 - 정

### 방송
| 방송사     | 분류 | 프로그램명               | 출연   | 기간                  |
| ---------- | ---- | ------------------------ | ------ | --------------------- |
| 유원미디어 | 예능 | 《쇼 케이팝》            | 트랜디 | 2013.10.1 ~ 2013.10.8 |
| 국방TV     | 예능 | 《으랏차차 이등병》시즌2 | 트랜디 | 2014.3.26 ~ 2014.8.27 |